# Stefano Maria Gallo
Stefano Maria Gallo (Roma, 18 aprile 1967) è un regista e autore televisivo italiano.

## Biografia
Comincia a lavorare nel 1986, a 19 anni, collaborando come organizzatore con la S.I.R.P., Società Italiana Relazioni Pubbliche.
Con hobby della fotografia, nel 1987 decide di fare una selezione presso una nuova televisione Romana l'Emittente Persona tv, all'epoca diretta dall'ex giornalista Rai Alberto Michelini, nella quale lavora fino al 1990. In questo periodo può sperimentarsi prima come redattore, poi come operatore e montatore, infine come regista.
Nel 1988 realizza due spot per Ras assicurazioni.
Nel 1990, in occasione dei 60 anni della Radio Vaticana, partecipa come secondo regista alla realizzazione del documentario "60 anni della radio vaticana", prodotto e distribuito sul mercato internazionale dalla stessa emittente radiofonica.
Sempre nel 1990 partecipa all'organizzazione del primo concerto dei tre tenori “Carreras-Domingo-Pavarotti” diretti dal maestro Zubin Mehta, concerto tenuto a Roma presso le Terme di Caracalla, nello stesso anno partecipa alla ideazione e realizzazione di una campagna televisiva e radiofonica per la Regione Lazio Ass. Agricoltura sul tema Vini & cibi del Lazio dove realizza una serie di spot radiofonici e televisivi.
Stefano Maria Gallo dal 1990 lavora come regista e autore presso la RAI - radio televisione italiana, in programmi come: Trent'anni della nostra storia, ideato Carlo Fuscagni e condotto da Paolo Frajese, SET dietro le scene di raidue, un back-stage settimanale dedicato alle più importanti Fiction prodotte e realizzate dalla Rete, Mattina in famiglia e Domenica Disney, contenitore della domenica di Michele Guardì, Sereno variabile, programma di viaggi condotto da Osvaldo Bevilacqua, Bravo chi legge, recensioni sui libri della letteratura contemporanea, Raidue per voi, programma della rete per la promozione e l'immagine di RAIDUE, e nel 2000 sempre per la stessa rete realizza uno speciale per il giorno di Pasqua nell'anno del Giubileo, dal titolo Viaggio in Terra Santa, una riproposizione dei Luoghi Santi, inoltre dal 2003 è uno dei registi di Linea verde in diretta dalla natura e Linea verde estate, storico programma di RAIUNO.
Stefano Maria Gallo ha da sempre la passione per la vela e nel 2005 firma la regia del documentario televisivo “Cartago Dilecta est”, la celebre regata velica che ripropone le antiche rotte che da Roma portavano a Cartagine.

## Televisione
- 1987, Torpedo, per Persona tv
- 1988, Anni Verdi, per Persona tv
- 1989, Tema, per Persona tv
- 1990, Skene' Musica, Cinema e Teatro, per Persona tv e E.T.I (Ente Teatrale Italiano)
- 1991, Trent'anni della nostra storia, per Raiuno
- 1992/93, Set, dietro le scene di Raidue, per Raidue
- 1994, Mattina in famiglia, per Raidue
- 1994, Domenica disney, per Raidue
- 1995, Bravo chi legge, per Raidue
- 1995, Sereno Variabile, per Raidue
- 1996/97/98, Mattina in famiglia, per Raidue
- 1998/99/2000, Raidue per voi, per Raidue
- 2000/01/02/03, Sereno Variabile, per Raidue
- 2003/04/05/06/07/08/09/10/11/12/13/14/15/16/17/18/19/20/21/22/23, Linea verde - in diretta dalla natura, per Raiuno
- 2004/05/07/08/09/10/11/12/14/15/16/17/18/19/20/21/22/23, Linea verde Estate, per Raiuno
- 2019/20/21/22/23/24, Linea Bianca - storie di montagna, per Raiuno
- 2023/24, Sentieri, la strada giusta /Linea Verde Sentieri , per Raiuno

## Documentari
- 1990, 60 anni della radio vaticana
- 2000, Viaggio in terra santa
- 2001, Olanda, tutti i colori del mondo
- 2003, l'Alsazia, terra di bacco
- 2005, Cartago dilecta est
- 2008, Felice Pedretti, Tra Sogno e Realtà

## Pubblicità e Telepromozioni
- 1988, RAS - assicurazioni
- 1990, Vini & cibi del Lazio
- 2004, Liquigas
- 2005, Solahart - Pannelli Solari
- 2005, Velux
- 2006, Pannitteri & C. - Rosaria
- 2007, Ferrero - Grand Soleil
- 2007, Pantille
- 2007, 8 per mille
- 2008, Banca Intesa Sanpaolo
- 2008, Aertecnica - Tubo'
- 2008, Ferrero - Grand Soleil
- 2008, Bormioli Rocco - Quattro Stagioni
- 2010/11, Fabricatore